# Кондаков Василь Якович
Кондаков Василь Якович (22.03.1907 — 25.02.1956) — радянський офіцер, учасник Радянсько-німецької війни, командир 6-ї роти 2-го стрілецького батальйону  212-го гвардійського стрілецького полку 75-ї гвардійської стрілецької дивізії 30-го стрілецького корпусу 60-ї Армії Центрального фронту, Герой Радянського Союзу (17.10.1943), гвардії лейтенант, пізніше гвардії старший лейтенант.

## Життєпис
Народився 22 березня 1907 року в с. Іванькове, зараз Михайлівський район, Рязанська область в родині селянина. Закінчив 6 класів школи. Служив у Червоній Армії в 1929-32 роках. З 1932 року жив у м. Москва, працював на різних господарчих посадах.
Після початку Радянсько-німецької війни знов був призваний до армії у липні 1941 року. Брав участь в обороні Москви. В 1943 році закінчив курси молодших лейтенантів.
Особливо відзначився В. Я. Кондаков при форсуванні ріки Дніпро північніше Києва восени 1943 року, у боях при захопленні та утриманні плацдарму на правому березі Дніпра в районі сіл Глібівка та Ясногородка (Вишгородський район Київської області). В наградному листі командир 212-го гвардійського стрілецького полку гвардії полковник Борисов М. С. написав, що командир 6-ї стрілецької роти гвардії лейтенант Кондаков проявив себе сміливим, рішучим, добре знаючим свою справу. Рота Кондакова однією з перших форсувала Дніпро. Взвод гвардії молодшого лейтенанта Яржина під командуванням гвардії лейтенанта Кондакова зумів захопити у німців пароплав «Миколаїв», що сприяло переправі підрозділів полку. В бою 23.09.1943 року, коли противник, маючи явну чисельну перевагу, перейшов у контратаку, Кондаков рішучими діями відкинув його за с. Ясногородка .
Указом Президії Верховної Ради СРСР від 17 жовтня 1943 року за мужність і героїзм проявлені при форсуванні Дніпра і утриманні плацдарму гвардії лейтенанту Кондакову Василю Яковичу присвоєне звання Героя Радянського Союзу з врученням ордена Леніна і медалі «Золота Зірка».
З 1946 року гвардії старший лейтенант Кондаков у запасі. Жив у м. Москва, працював на адміністративно-господарчих посадах.
Помер 25 лютого 1956 року. Похований у Москві на Алєксєєвському цвинтарі.

## Нагороди
- медаль «Золота Зірка» № 1558 Героя Радянського Союзу (17 жовтня 1943)
- Орден Леніна
- Медалі